# Абдул Кадыр Хан
Абдул Кадыр Хан (англ. Abdul Qadeer Khan, урду عبدالقدیر خان‎; 1 апреля 1936, Бхопал, Британская Индия — 10 октября 2021, Исламабад) — пакистанский учёный физик-ядерщик и инженер-металлург, основатель и руководитель пакистанской ядерной программы.

## Биография
Хан родился в пуштунской семье в городе Бхопал в штате Мадхья-Прадеш в Индии в 1936 году.. Его отец Абдул Гафур был школьным учителем, некоторое время работавшим в министерстве образования Индии, а мать Зулейха — домохозяйкой с очень религиозным мировоззрением. После раздела Индии, когда мальчику было 11 лет, его старшие братья и сестры перебрались в Пакистан, откуда часто писали родителям о своей новой жизни. После окончания бхопальской школы, в 1952 году Хан с родителями переехал в Пакистан, где они воссоединились с остальными членами семьи.

### Образование
Учился в колледже Дайарама Джетмала в Карачи, специализируясь на физике и математике. В 1960 году получил диплом бакалавра Университета Карачи по специальности физика твёрдых тел. Во время обучения в университете работал инспектором мер и весов, за что был удостоен стипендии, давшей возможность для обучения в Западной Германии В 1961 году Хан выехал в ФРГ для изучения материаловедения в Берлинском техническом университете (Западный Берлин), где отличился на курсах металлургии, но в 1965 году покинул Германию, переведясь в Делфтский технический университет (Нидерланды). В 1967 году получает степень инженера со специализацией по материаловедению и поступает в докторантуру по направлению металлургия в Лёвенский католический университет (Бельгия).
Научным руководителем Хана в докторантуре стал бельгийский профессор Мартин Браберс, во многом благодаря помощи которого молодой учёный в 1972 году успешно защитил диссертацию и получил степень доктора инженерных наук в области металлургии. Диссертация представляла собой фундаментальное исследование в области мартенсита.

### Работа
После защиты диссертации по рекомендации профессора Браберса устроился работать в амстердамскую фирму Physics Dynamics Research Laboratory (нид: FDO). FDO являлась субподрядчиком компании URENCO Group, созданной совместно Западной Германией, Великобританией и Голландией для проведения строго секретных работ, связанных с ядерным топливом. Urenco была оператором завода по обогащению урана в Алмело (Нидерланды) и разрабатывала систему использования газовых центрифуг для обеспечения снабжения ядерным топливом нидерландских АЭС. Вскоре Urenco предложила Хану перейти на работу в их компанию на высокий пост, изначально связанный с проведением исследований в сфере урановой металлургии.

## Ядерный проект
В мае 1974 года Индия проводит первые испытания ядерного оружия. Абдул Кадыр Хан к тому времени занимал ответственный пост в URENCO и имел довольно высокий уровень доступа.
В конце 1975 года Хан возвращается в Пакистан, имея на руках украденные ядерные секреты. Премьер-министр Пакистана Зульфикар Али Бхутто поставил задачу создания ядерной бомбы на основе обогащённого урана. Хан получил в своё распоряжение исследовательскую лабораторию, впоследствии названную его именем. Параллельно Комиссия по атомной энергии Пакистана во главе с Муниром Ахмадом Ханом вела разработки ядерной бомбы на основе плутония. В дальнейшем обе программы были объединены, и в результате 28 мая 1998 года была испытана пакистанская ядерная бомба на основе обогащённого урана.

## Домашний арест
В феврале 2004 года, после встречи с президентом Мушаррафом, Хан выступил по национальному телевидению и признал свою вину в продаже ядерных материалов и оборудования. После этого учёный был помещён под домашний арест и полностью ограждён от контактов с зарубежными дознавателями. Сам Хан неоднократно намекал в своих интервью, что торговля ядерными материалами и оборудованием велась с ведома руководства Пакистана, в том числе, президента Мушаррафа. В 2007 году Беназир Бхутто заявила, что после победы на выборах позволит иностранцам — в том числе, МАГАТЭ — допросить Хана по поводу его деятельности на ядерном чёрном рынке. Но после убийства Бхутто в конце декабря того же года, новое руководство Пакистанской народной партии, пришедшей к власти в ходе выборов 2008 года, не решилось разрешить зарубежным дознавателям допросить Хана.